# Trainmeusel

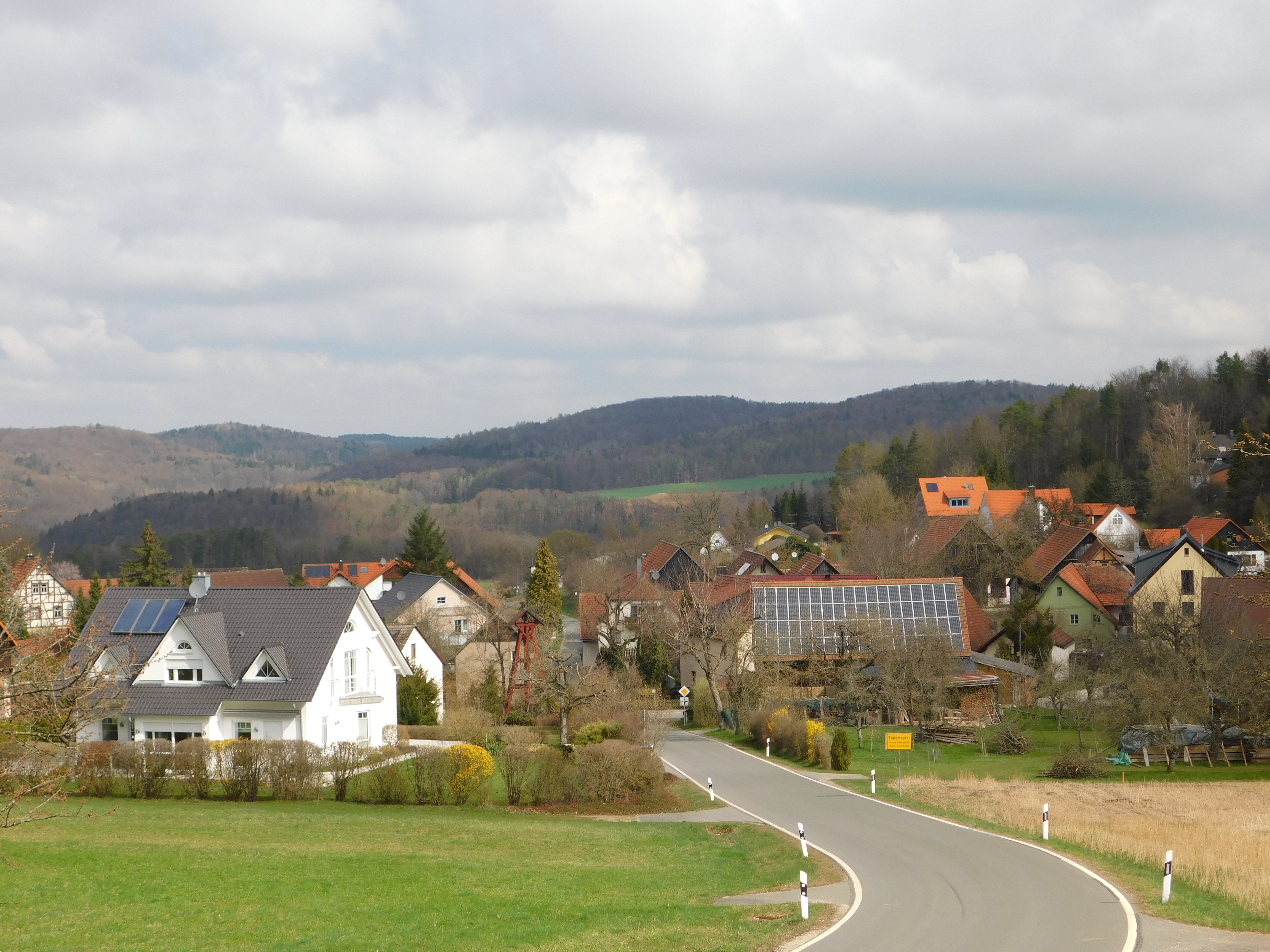
Der Ortseingang des Dorfes

Trainmeusel (ehemals Draynmeusel)  ist ein Gemeindeteil des Marktes Wiesenttal im Landkreis Forchheim (Oberfranken, Bayern).

## Geographie

### Lage
Das Dorf liegt im Naturpark Fränkische Schweiz-Frankenjura, etwa 1,3 Kilometer südwestlich von Muggendorf auf einer Jurahochfläche. Zu erreichen ist der Ort von Muggendorf über die Kreisstraße FO 35.

### Nachbarorte
Die Nachbarorte sind Muggendorf, Wohlmannsgesees, und Birkenreuth.

## Geschichte
Trainmeusel wurde vermutlich im 9. Jahrhundert gegründet. Das Dorf wurde 1137 erstmals urkundlich erwähnt. Der Ortsname leitet sich vom slawischen Namen Dragomysl ab und bedeutet Ort des Dragomysl. Der Ort ist nach wie vor ländlich geprägt, hat keine Einkaufsmöglichkeiten und ein Gasthaus.

## Sehenswürdigkeiten
Nahe Trainmeusel befindet sich der Trainmeuseler Brunnen, eine als Naturdenkmal ausgewiesene Schichtquelle.

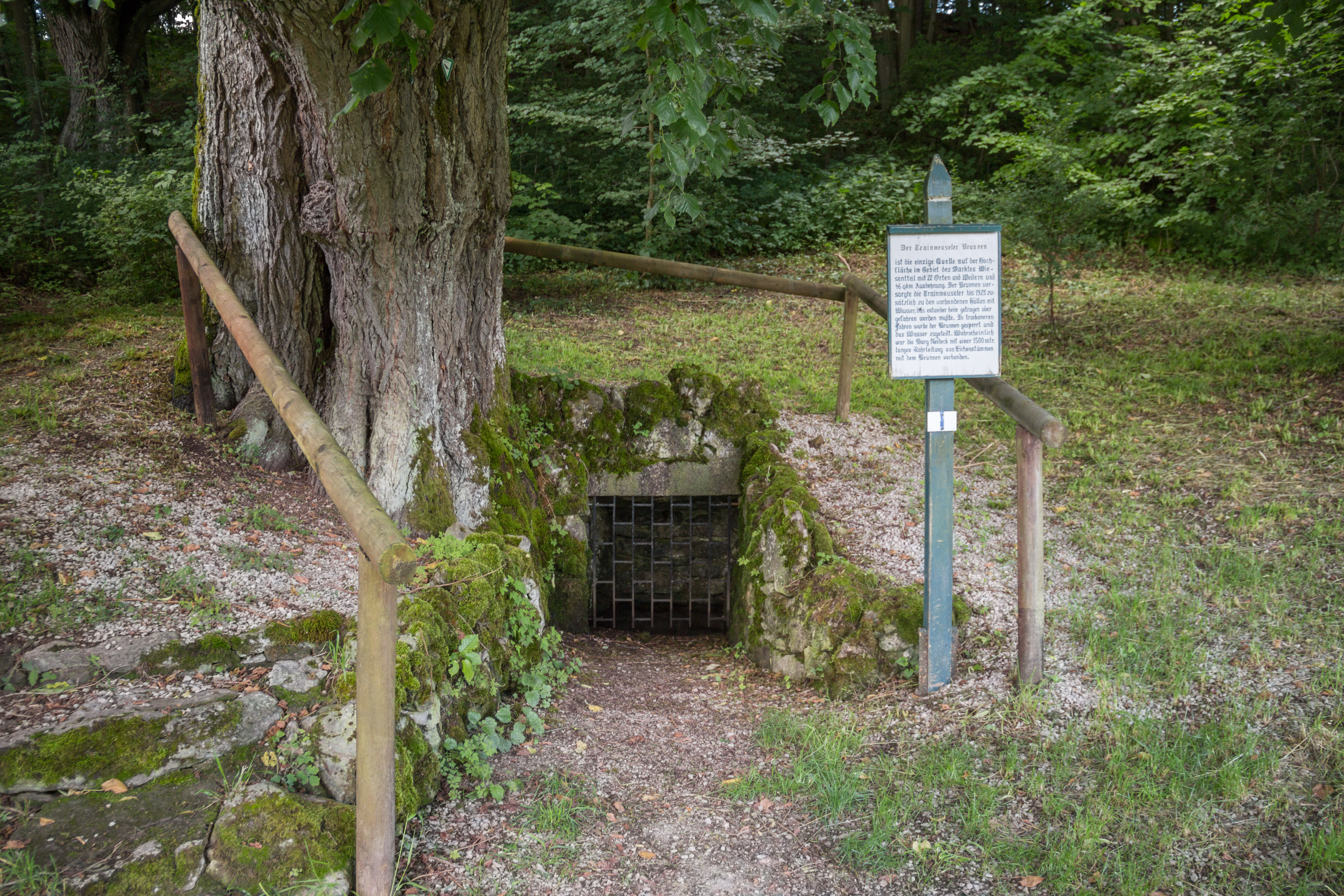
Trainmeuseler Brunnen
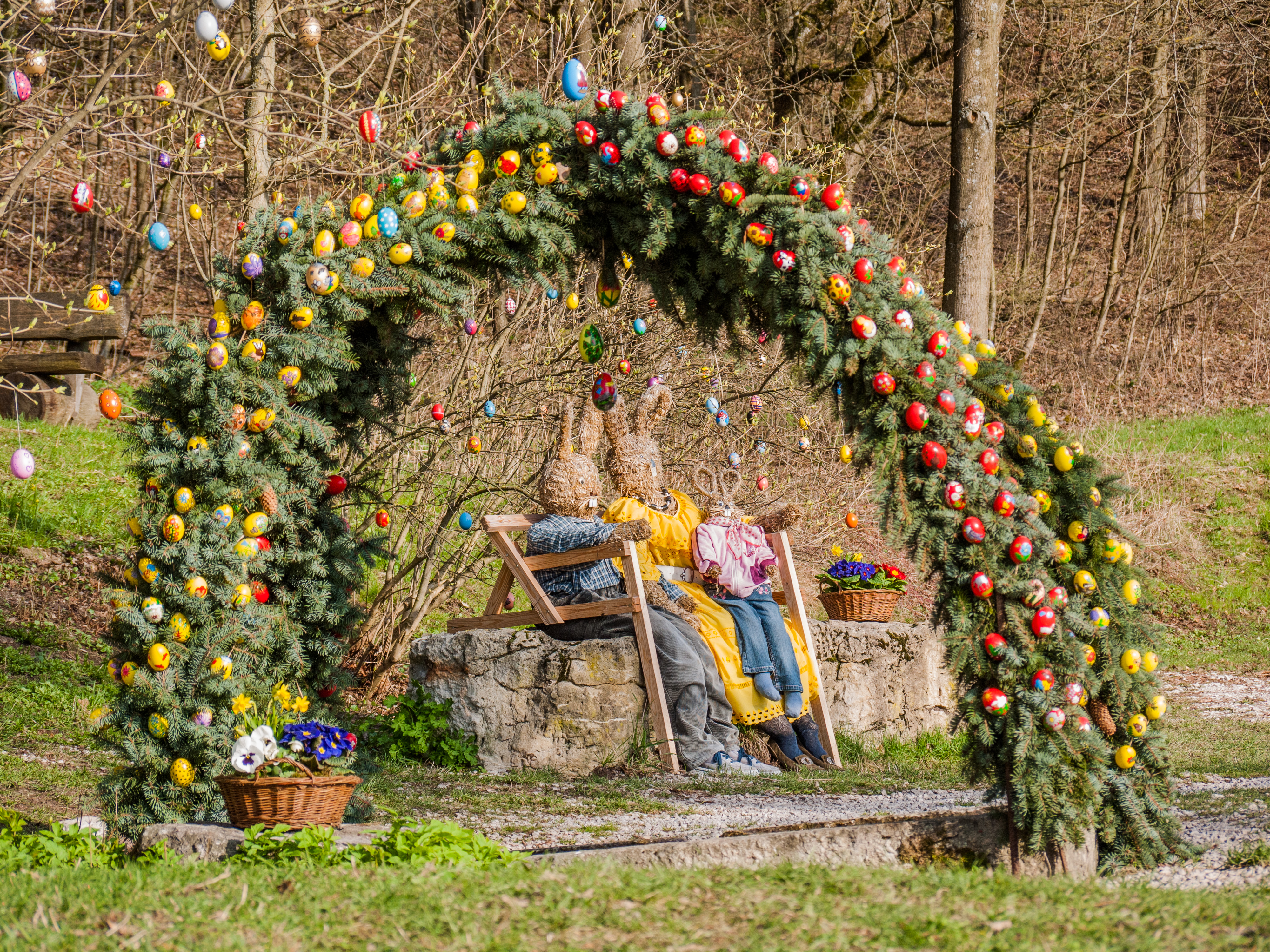
Brunnen mit Osterschmuck
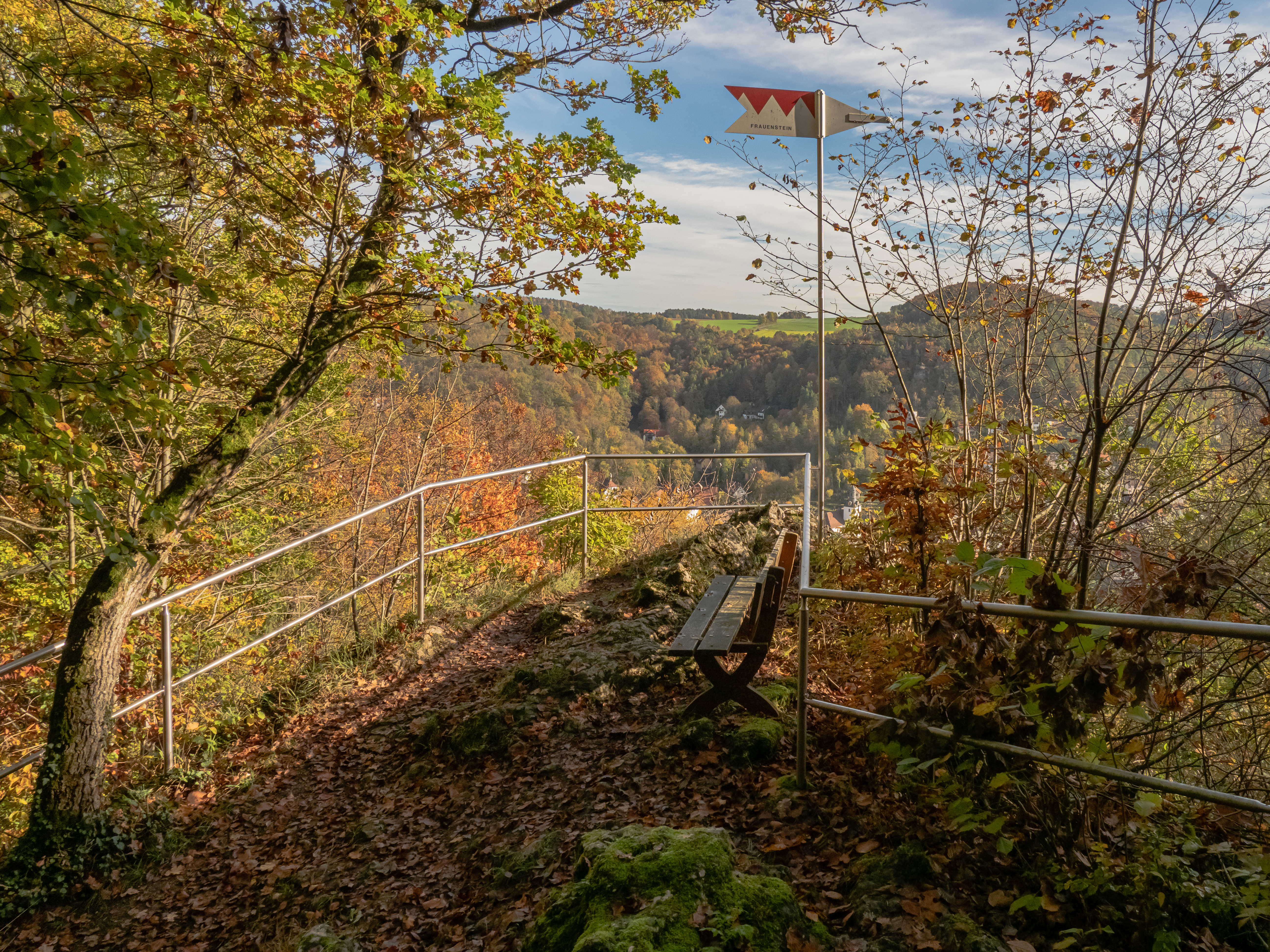
Frauenstein